# Poison Cake
"Poison Cake" é uma canção do cantor e compositor bósnio-croata Marko Bošnjak. Descrita como uma história de vingança e de afirmação de si mesmo, a canção foi lançada a 10 de janeiro de 2025 através da Aquarius. Foi escrita por Bošnjak, juntamente com Bas Wissink, Ben Pyne, Emma Gale e Filip Majdak. A canção representou a Croácia no Festival Eurovisão da Canção de 2025 mas não foi apurada para a final.

## Composição
A canção foi composta e escrita por Marko Bošnjak, Bas Wissink, Ben Pyne, Emma Gale e Filip Majdak, com Wissink a produzir a canção. Inspirada em contos de fadas como Branca de Neve e João e Maria, bem como no filme The Help, a canção é descrita como uma história de vingança e de afirmação de si mesmo. É ainda descrita como uma faixa de "emoções vingativas, raiva e um desejo de justiça, contada através de uma poderosa metáfora de privar aqueles que abusaram da sua posição".

## Recepção crítica
Durante uma entrevista no programa de televisão croata IN magazin, a cantora e atriz croata Maja Šuput fez um comentário positivo sobre a canção. Ela afirmou que Poison Cake foi marginal para ela, descrevendo a canção como «ao mesmo tempo doce e um pouco demoníaca», e acabou por apoiar Marko. Além disso, em uma entrevista com o jornal online croata Index.hr, a cantora sérvia Milica Pavlović comentou que gostou da canção, da sua performance no palco no Dora 2025, e «da forma como ela percorre múltiplos papéis».